# بيت ضبعان، بلاد الروس

تعديل مصدري - تعديل

بيت ضبعان هي إحدى قرى مديرية بلاد الروس التابعة لمحافظة صنعاء اليمنية، بلغ تعداد سكانها 875 نسمة حسب أحصائيات عام 2004.